# Barbourofelis
Genre
Espèces de rang inférieur
- †B. fricki (espèce type)
- †B. loveorum
- †B. morrisi
- †B. piveteaui

Barbourofelis est un genre fossile de grand mammifères carnivores féliformes, appartenant à la famille également éteinte des barbourofélidés et ayant vécu durant le Miocène moyen et supérieur, il y a entre 12 et 7 millions d'années dans ce qui est aujourd'hui l'Amérique du Nord et l'Eurasie,,,,.

## Description

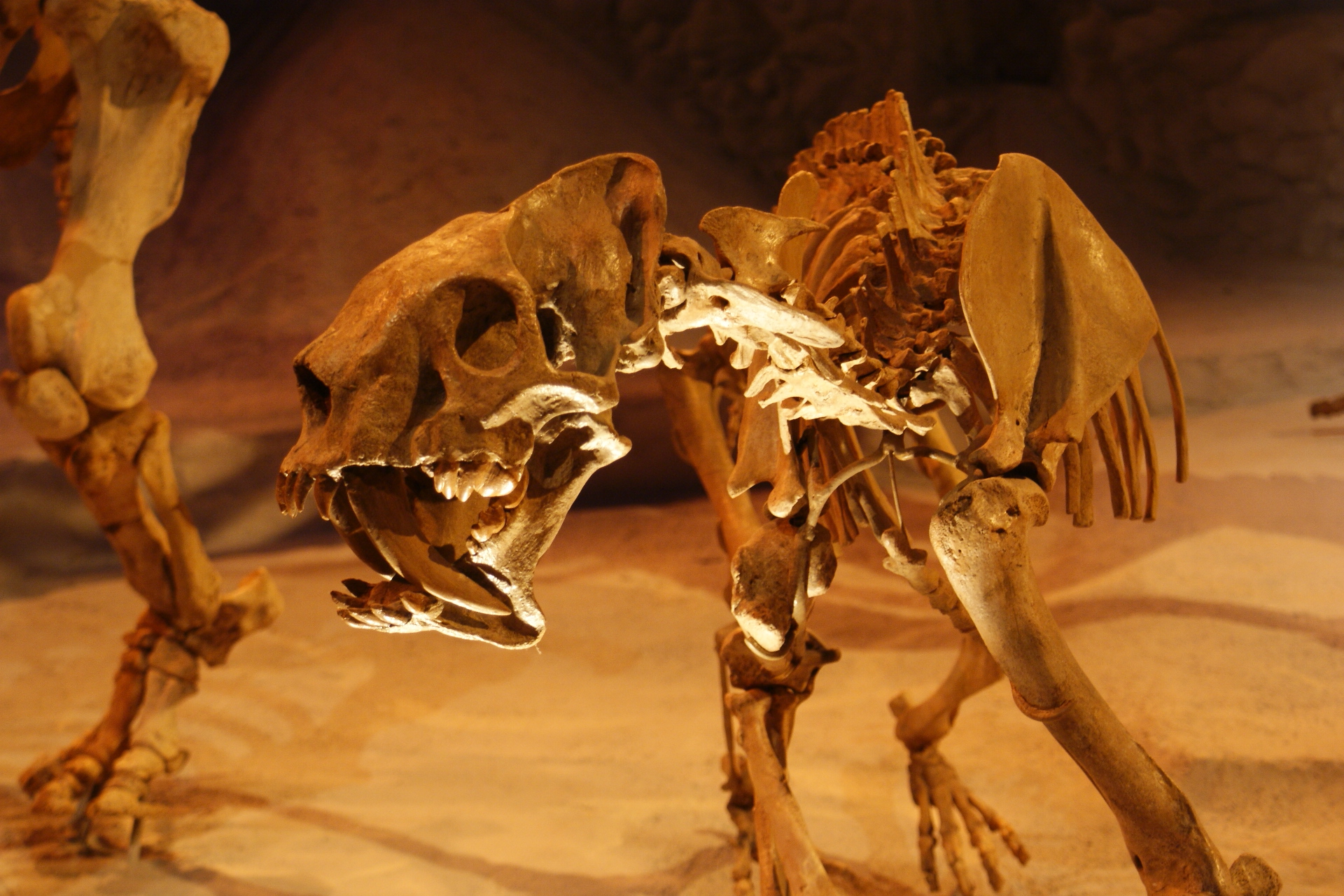
Squelette de Barbourofelis loveorum exposé au Musée d'histoire naturelle de Floride, aux États-Unis.

Alors que l'on pense que l'espèce B. fricki était un prédateur de la taille et un poids comparable à celui d'un lion d'Afrique, avec les os des membres indiquant un corps musclé et robuste, d' autres espèces du genre, telles que B. morrisi, auraient été plus proches de la taille d'un léopard. Les espèces de ce genre avaient les canines les plus longues de tous les barbourofélidés, qui étaient également aplatis, indiquant un degré élevé de spécialisation de son régime alimentaire. Ces canines avaient une rainure longitudinale sur la surface latérale qui a été décrite comme un moyen de permettre au sang d'une blessure qu'elles ont infligée de s'écouler. Ce sillon était plus probablement une adaptation pour alléger les canines tout en conservant leur force. D'autres traits notables incluent la présence d'une barre postorbitaire, la présence d'un processus mental étendu ventralement (extensions osseuses de chaque côté de la mâchoire inférieure) et le raccourcissement du crâne derrière les orbites. L'animal avait une constitution très robuste, avec B. morrisi intermédiaire entre la taille de Sansanosmilus et B. fricki, qui aurait été un prédateur particulièrement important. De grands individus de B. fricki ont été reconstitués avec une hauteur d'épaule d'environ 90 cm. Sur la base de la structure des pattes, les espèces de Barbourofelis auraient pu avoir une position de marche semi-plantigrade. Barbourofelis fricki avait également un petit cerveau par rapport à la taille de son corps ; son cerveau étant de taille similaire à celui d'un lynx roux, ce qui indique qu'il n'était pas aussi intelligent que les féliformes ultérieurs ou les vrais félidés. Barbourofelis avait également de grandes dents carnassières, destinées à traiter efficacement une carcasse, indiquant qu'elle vivait dans un écosystème hautement compétitif ou qu'il était social et se nourrirait de manière compétitive et frénétique afin de manger autant que les autres membres de son groupe familial. Une combinaison des deux scénarios est possible.
Les sélections d'os les plus étendues trouvées pour ce genre proviennent de B. loveorum et ont permis de déduire davantage les proportions des autres membres du genre.

## Croissance et développement

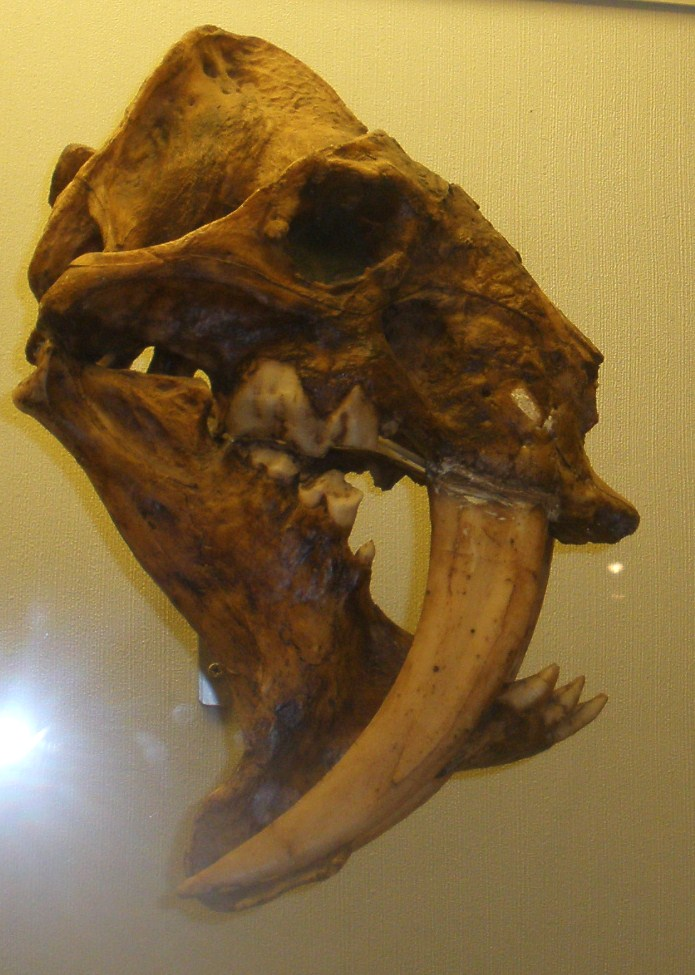
Crâne fossilisé de B. fricki.

Les squelettes de Barbourofelis juvéniles ont été trouvés, et l'examen de ces derniers indique que les petits atteindraient une taille presque adulte avant que leurs dents de lait ne commencent à éclater. Cela indique qu'ils étaient dépendants de leur mère ou d'un groupe familial potentiel jusqu'à une bonne partie de leur deuxième année. Une si longue période de dépendance aurait probablement conduit à des situations dans lesquelles des petits presque adultes auraient probablement aidé à retenir leurs proies pendant que leur mères les achevait. Un tel comportement était potentiellement à la base de liens sociaux plus étendus chez les féliformes et les félidés ultérieurs.

## Paléobiologie

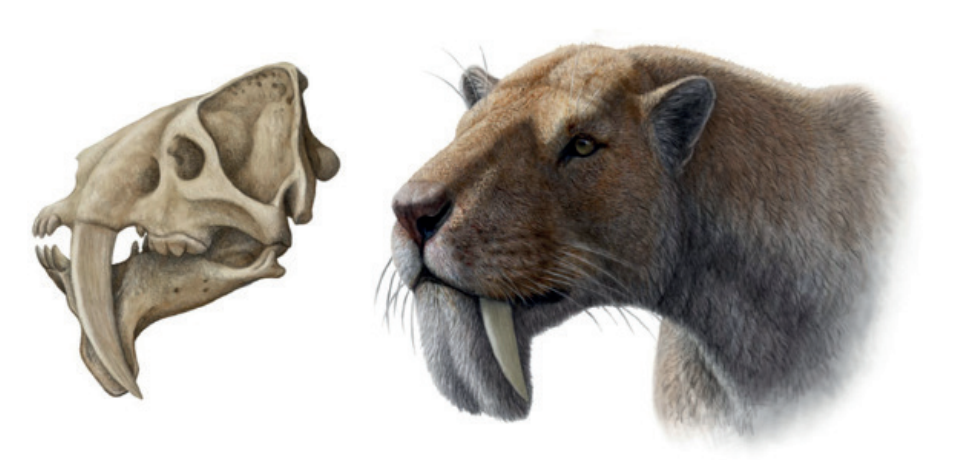
Reconstistution de Barboufelis fricki par Mauricio Antón.

Barbourofelis loveorum à vécu dans l'environnement des lits du Love Bone Beds (datant du Miocène moyen), qui était un mélange de prairies, ripisylves et de marais, où il aurait des territoires partagés avec des animaux herbivores comme le rhinocéros amphibie Teleoceras, le protoceratidé Synthetoceras, le camélidé Aepycamelus, des chevaux comme Neohipparion et Nannippus, et des carnivores comme le machairodonte Nimravides, les borophaginés Epicyon et Osteoborus, et l'ours Agriotherium. Au cours de l'étape suivante, le Hemphillien, Barbourofelis fricki partageait le territoire avec l'espèce de grand machairodonte Amphimachairodus coloradensis. Les deux genres de machairodontes, ainsi que l'ours Agriotherium et les chiens Epicyon et Osteoborus auraient présenté une concurrence au barbourofelidés, tandis que tous les grands animaux présents étaient des espèces de proies potentielles,.